# بروس لويد
بروس لويد (بالإنجليزية: Bruce Lloyd)‏ هو سياسي أسترالي، ولد في 24 فبراير 1937 في ملبورن في أستراليا. حزبياً، نشط في الحزب الوطني الأسترالي. وقد انتخب عضو مجلس النواب الأسترالي عن دائرة Division of Murray ‏ (20 مارس 1971 – 29 يناير 1996).